# Robert Baulon
Pour la commune française d'Ille-et-Vilaine, voir Baulon.
Pas d'image ? Cliquez ici

a Compétitions nationales et continentales officielles uniquement.

b Matchs officiels uniquement.
Robert Baulon, né le 21 octobre 1930 à Boucau et mort le 26 janvier 2011 à Labenne, est un joueur de rugby à XV, qui a joué avec l'équipe de France de 1954 à 1957 évoluant au poste de troisième ligne centre ou aile.

## Biographie
Robert Baulon est formé au Boucau stade, après avoir pratiqué au collège technique de Bayonne. De 1947 à 1950, ces sous le maillot des forgerons qu'il devient champion de France de troisième division (alors dénommée Excellence B) ainsi qu'international Junior et B. Son modèle est l'ancien troisième ligne et entraîneur du Boucau stade Germain Calbète, qui se couvrit de gloire à Carcassonne et dans le XIII de France de 1947 à 1953. Il joue ensuite deux saisons au Stade montois durant son service militaire, disputant la demi-finale contre Lourdes en 1952. Il revient à son club d'origine l'année suivante. En 1953, il opte, en compagnie de Daniel Héricé, pour le club du CS Vienne où il retrouve le Boucalais Jean Etcheberry, international des années 1920 qui entraînait les « drapiers ». Employé de la plus importante draperie d'Europe, Baulon participe au quart de finale épique de 1954 perdu contre le FC Grenoble à Lyon, remporté (3-0) par le futur champion. 1954 est surtout l'année de la consécration internationale de La Baule. Capitaine de France B, il mène, le dernier jour de l'année 1953, ses troupes à la victoire sur les Combined Services à Toulon. Là dessus, il est retenu comme troisième ligne centre avec les Lourdais Jean Prat et Henri Domec, dans le XV de France pour l'ouverture du Tournoi 1954 contre l'équipe d'Écosse le 9 janvier (victoire 3-0 à Murrayfield). Un mois plus tard à Colombes, la France signe une première victoire de son histoire sur les All Blacks, par le même score de 3-0, : c'est grâce à une récupération de Baulon, après plaquage de Domec, que Jean Prat marque l'essai de la victoire. Dans les deux premiers tournois remportés par la France en 1954 et 1955, le Boucalais dispute six matchs. Pour la rencontre de l'édition 1954 contre l'Angleterre, il se retrouve même, à cause des blessures de dernière minute de Lucien Mias et Bernard Chevallier, titularisé en deuxième ligne avant de passer à l'aile, dès la 9e minute pour suppléer Fernand Cazenave claqué. Aussi rapide que puissant, Baulon est un remarquable finisseur : il signe six essais en 18 sélections, notamment lors du Tournoi 1955 pour la deuxième victoire à Twickenham et pour le match du grand chelem perdu devant les Gallois à Colombes.
Selon Michel Crauste et François Moncla, Baulon était « un sacré baroudeur », et sur les trois mi-temps. Il profite, parfois sans modération, des plaisirs de la vie et c'est pourquoi il n'est pas dans les petits papiers du directeur Serge Saulnier lors de la Tournée en Afrique du Sud en 1958. Sélectionné en l'absence de Michel Crauste et Domec, il ne dispute que deux matchs, et pas de test. Il évolue alors à l'Aviron bayonnais, ayant quitté Vienne après la victoire dans le Tournoi 1955. Il dispute son dernier match d'international contre l'équipe d'Italie le 21 avril 1957. À 34 ans, Baulon termine sa carrière où il l'avait commencée, au Boucau, puis il met le rugby entre parenthèses pendant près de dix ans. En 1973 il occupe le poste d’entraîneur de l'Aviron bayonnais. Il occupe cette fonction jusqu'en 1975. Il meurt à Anglet, où il résidait, le 26 janvier 2011,.

## Palmarès
- Vainqueur du Tournoi des Cinq Nations en 1954 et 1955
- Champion de France de troisième division 1950 avec le Boucau stade

## Statistiques en équipe nationale
- 18 sélections
- 18 points (6 essais)
- Sélections par année : 5 en 1954, 4 en 1955, 6 en 1956, 2 en 1957
- Tournois des Cinq Nations disputés : 1954, 1955, 1956, 1957
- Tournée en Afrique du Sud en 1958 (2 matchs, pas de test)